# 月桂樹 (佛羅里達州)
月桂樹（英語：Laurel）是位於美國佛羅里達州薩拉索塔縣的一個人口普查指定地區。

## 地理
月桂樹的座標為27°08′29″N 82°27′44″W / 27.14139°N 82.46222°W，而該地最高點為海拔高度3米（即10英尺）。

## 人口
根據2010年美國人口普查的數據，月桂樹的面積為15.80平方千米，當中陸地面積為13.30平方千米，而水域面積為2.50平方千米。當地共有人口8171人，而人口密度為每平方千米517人。